# 第56回全日本大学サッカー選手権大会
第56回全日本大学サッカー選手権大会は2007年（平成19年）12月19日から2008年（平成20年）1月13日にかけて開催された全日本大学サッカー選手権大会である。早稲田大学が13年ぶり11回目の優勝を果たした。

## 概要
9地域の代表23校と総理大臣杯全日本大学サッカートーナメント優勝校が参加した。
4チーム6ブロックのグループリーグにより、各ブロックの最上位チームと各ブロック2位の上位2チームの計8チームが決勝トーナメントに進む。

### 大会日程
- 2007年12月19日、12月21日、12月23日 - グループリーグ
- 2008年1月7日 - 準々決勝
- 2008年1月10日 - 準決勝
- 2008年1月13日 - 決勝

### 開催競技場
- 国立競技場（決勝）
- 駒沢競技場（準決勝）
- 平塚競技場（グループリーグ・準々決勝）
- 江戸川区陸上競技場（準々決勝）
- フクダ電子アリーナ（グループリーグ）
- 夢の島陸上競技場（グループリーグ）
- 長居第2陸上競技場（グループリーグ）
- 東員町スポーツ公園陸上競技場（グループリーグ）
- 駒沢第二球技場（グループリーグ）
- 磐田スポーツ交流の里・ゆめりあ（グループリーグ）
- 鶴見緑地球技場（グループリーグ）

## 出場大学
- 流通経済大学（総理大臣杯優勝・5年連続5回目）
- 札幌大学（北海道代表・4年連続33回目）
- 仙台大学（東北代表・7年連続24回目）
- 東北学院大学（北海道/東北代表・2年ぶり14回目）
- 明治大学（関東第1代表・2年連続8回目）
- 早稲田大学（関東第2代表・2年連続28回目）
- 法政大学（関東第3代表・3年連続17回目）
- 駒澤大学（関東第4代表・7年連続12回目）
- 中央大学（関東第6代表・6年連続28回目）
- 東京学芸大学（関東第7代表・2年連続8回目）
- 新潟経営大学（北信越代表・初）
- 静岡産業大学（東海第1代表・6年連続8回目）
- 中京大学（東海第2代表・8年連続30回目）
- 静岡大学（東海第3代表・11年ぶり4回目）
- 大阪学院大学（関西第1代表・初）
- 関西大学（関西第2代表・5年連続14回目）
- 桃山学院大学（関西第3代表・2年連続4回目）
- 関西学院大学（関西第4代表・2年ぶり15回目）
- 吉備国際大学（中国代表・4年ぶり3回目）
- 高知大学（四国代表・14年連続23回目）
- 愛媛大学（中国/四国代表・3年ぶり10回目）
- 福岡大学（九州第1代表・8年連続32回目）
- 九州産業大学（九州第2代表・2年ぶり22回目）
- 宮崎産業経営大学（九州第3代表・初）

## 試合日程・結果

### Aブロック
| 順位 | 大学             | 勝点 | 勝 | 分 | 負 | 得点 | 失点 | 差  |
| ---- | ---------------- | ---- | -- | -- | -- | ---- | ---- | --- |
| 1    | 中京大学         | 9    | 3  | 0  | 0  | 12   | 2    | 10  |
| 2    | 明治大学         | 6    | 2  | 0  | 1  | 8    | 5    | 3   |
| 3    | 宮崎産業経営大学 | 3    | 1  | 0  | 2  | 4    | 7    | -3  |
| 4    | 札幌大学         | 0    | 0  | 0  | 3  | 0    | 10   | -10 |

| 2007年12月19日 |

| 中京大学                                 | 4 - 0 | 宮崎産業経営大学 |
| 諸江健太 7分, 82分 · 斎藤和樹 12分, 60分 |       |                  |

| フクダ電子アリーナ 観客数: 100 主審: 大川直也 |

| 2007年12月19日 |

| 明治大学                                    | 3 - 0 | 札幌大学 |
| 林陵平 27分 · 八板和重 67分 · 山本紘之 89分 |       |          |

| フクダ電子アリーナ 観客数: 150 主審: 飯田淳平 |

| 2007年12月21日 |

| 中京大学                                                            | 5 - 0 | 札幌大学 |
| 諸江健太 36分 · 斎藤和樹 44分 · 高橋昌大 46分, 87分 · 小林史人 89分 |       |          |

| フクダ電子アリーナ 観客数: 100 主審: 山田宏志 |

| 2007年12月21日 |

| 明治大学                                    | 3 - 2 | 宮崎産業経営大学      |
| 林陵平 15分 · 橋本晃司 34分 · 根本茂洋 89分 |       | 麻生大治郎 17分, 44分 |

| フクダ電子アリーナ 観客数: 150 主審: 岡部拓人 |

| 2007年12月23日 |

| 宮崎産業経営大学                | 2 - 0 | 札幌大学 |
| 麻生大治郎 38分 · 桑原健輔 89分 |       |          |

| 夢の島陸上競技場 観客数: 150 主審: 前田敦 |

| 2007年12月23日 |

| 明治大学                    | 2 - 3 | 中京大学                          |
| 林陵平 66分 · 小林裕起 72分 |       | 高橋昌大 16分, 37分 · 森本良 70分 |

| 夢の島陸上競技場 観客数: 250 主審: 五十嵐泰之 |

### Bブロック
| 順位 | 大学         | 勝点 | 勝 | 分 | 負 | 得点 | 失点 | 差  |
| ---- | ------------ | ---- | -- | -- | -- | ---- | ---- | --- |
| 1    | 流通経済大学 | 7    | 2  | 1  | 0  | 15   | 3    | 12  |
| 2    | 大阪学院大学 | 6    | 2  | 0  | 1  | 6    | 5    | 1   |
| 3    | 仙台大学     | 4    | 1  | 1  | 1  | 4    | 5    | -1  |
| 4    | 愛媛大学     | 0    | 0  | 0  | 2  | 2    | 14   | -12 |

| 2007年12月19日 |

| 流通経済大学                | 2 - 2 | 仙台大学                        |
| 武井択也 2分 · 武田英明 5分 |       | 森本祐治 59分 · 百目木雅臣 70分 |

| 長居第2陸上競技場 観客数: 250 主審: 岡宏道 |

| 2007年12月19日 |

| 大阪学院大学                              | 3 - 1 | 愛媛大学      |
| 藤尾裕久 8分 · 坂本勇一 35分 · 77分 (o.g) |       | 立川雅士 71分 |

| 長居第2陸上競技場 観客数: 200 主審: 中野卓 |

| 2007年12月21日 |

| 流通経済大学 | 9 - 0 | 愛媛大学 |
| 池田圭 10分, 28分, 37分 · 佐藤高志 11分, 66分 · 武藤雄樹 19分 · ベロカル・フランク 29分 · 沢口泉 71分 · 楠瀬章仁 88分 |       |          |

| 長居第2陸上競技場 観客数: 200 主審: 入部進也 |

| 2007年12月21日 |

| 大阪学院大学                  | 2 - 0 | 仙台大学 |
| 稲積康裕 36分 · 坂本勇一 57分 |       |          |

| 長居第2陸上競技場 観客数: 260 主審: 武田光晴 |

| 2007年12月23日 |

| 仙台大学             | 2 - 1 | 愛媛大学  |
| 高嶋 8分 · 鈴木 61分 |       | 八板 52分 |

| 長居第2陸上競技場 観客数: 100 主審: 蒲澤淳一 |

| 2007年12月23日 |

| 大阪学院大学 | 1 - 4 | 流通経済大学                                             |
| 馬場悠 89分  |       | 宮崎智彦 5分 · 西弘則 25分 · 澤口雅彦 32分 · 池田圭 89分 |

| 長居第2陸上競技場 観客数: 300 主審: 今村亮一 |

### Cブロック
| 順位 | 大学         | 勝点 | 勝 | 分 | 負 | 得点 | 失点 | 差 |
| ---- | ------------ | ---- | -- | -- | -- | ---- | ---- | -- |
| 1    | 早稲田大学   | 9    | 3  | 0  | 0  | 11   | 2    | 9  |
| 2    | 桃山学院大学 | 6    | 2  | 0  | 1  | 8    | 4    | 4  |
| 3    | 東北学院大学 | 3    | 1  | 0  | 2  | 6    | 11   | -5 |
| 4    | 静岡大学     | 0    | 0  | 0  | 3  | 2    | 10   | -8 |

| 2007年12月19日 |

| 桃山学院大学                                | 3 - 1 | 静岡大学      |
| 尾崎雄二 54分 · 船津卓也 80分 · 辻和帆 89分 |       | 松葉祐太 16分 |

| 東員町スポーツ公園陸上競技場 観客数: 120 主審: 野田祐樹 |

| 2007年12月19日 |

| 早稲田大学                                                                | 6 - 1 | 東北学院大学  |
| 金守貴紀 42分 · 兵藤慎剛 55分, 75分, 84分 · 渡邉千真 80分 · 門田新平 89分 |       | 三浦直貴 12分 |

| 東員町スポーツ公園陸上競技場 観客数: 100 主審: 武田光晴 |

| 2007年12月21日 |

| 桃山学院大学                                    | 4 - 1 | 東北学院大学  |
| 池田昌弘 51分, 58分 · 宮内豪 74分 · 辻和帆 85分 |       | 三浦直隆 33分 |

| 東員町スポーツ公園陸上競技場 観客数: 75 主審: 唐紙学志 |

| 2007年12月21日 |

| 早稲田大学                                  | 3 - 0 | 静岡大学 |
| 島村毅 16分 · 兵藤慎剛 53分 · 渡邉千真 55分 |       |          |

| 東員町スポーツ公園陸上競技場 観客数: 90 主審: 中野卓 |

| 2007年12月23日 |

| 静岡大学      | 1 - 4 | 東北学院大学                                        |
| 早坂良太 65分 |       | 荻田進平 12分, 76分 · 阿部裕基 25分 · 奥山泰裕 72分 |

| 東員町スポーツ公園陸上競技場 観客数: 200 主審: 数原武志 |

| 2007年12月23日 |

| 早稲田大学          | 2 - 1 | 桃山学院大学  |
| 渡邉千真 35分, 74分 |       | 金光栄大 62分 |

| 東員町スポーツ公園陸上競技場 観客数: 260 主審: 勝又光司 |

### Dブロック
| 順位 | 大学         | 勝点 | 勝 | 分 | 負 | 得点 | 失点 | 差 |
| ---- | ------------ | ---- | -- | -- | -- | ---- | ---- | -- |
| 1    | 法政大学     | 7    | 2  | 1  | 0  | 11   | 5    | 6  |
| 2    | 九州産業大学 | 4    | 1  | 1  | 1  | 7    | 6    | 1  |
| 3    | 吉備国際大学 | 3    | 1  | 0  | 2  | 2    | 3    | -1 |
| 4    | 関西学院大学 | 3    | 1  | 0  | 2  | 4    | 10   | -6 |

| 2007年12月19日 |

| 九州産業大学                                  | 3 - 1 | 関西学院大学    |
| 朴俊慶 17分 · 梅原慎太郎 33分 · 財津雄太 41分 |       | 小野原明男 44分 |

| 駒沢第二球技場 観客数: 200 主審: 岡部拓人 |

| 2007年12月19日 |

| 法政大学      | 1 - 0 | 吉備国際大学 |
| 菊岡拓朗 74分 |       |              |

| 駒沢第二球技場 観客数: 200 主審: 山内宏志 |

| 2007年12月21日 |

| 九州産業大学 | 0 - 1 | 吉備国際大学  |
|              |       | 岩永将生 83分 |

| 駒沢第二球技場 観客数: 120 主審: 大川直也 |

| 2007年12月21日 |

| 法政大学                                                                              | 6 - 1 | 関西学院大学  |
| 菊岡拓朗 36分 · 本田拓也 40分 · 元木数馬 47分 · 市川雅彦 67分, 71分 · 土岐田洸平 84分 |       | 桑原透記 83分 |

| 駒沢第二球技場 観客数: 250 主審: 越智新次 |

| 2007年12月23日 |

| 関西学院大学               | 2 - 1 | 吉備国際大学 |
| 森下宏紀 13分 · 44分 (o.g) |       | 岡正峻 51分  |

| 平塚競技場 観客数: 140 主審: 砂川惠一 |

| 2007年12月23日 |

| 法政大学                                                     | 4 - 4 | 九州産業大学                                                  |
| 市川雅彦 4分 · 本田拓也 37分 · 菊岡拓朗 48分 · 新井隆法 78分 |       | 朴俊慶 11分 · 奈良崎千喜 79分 · 平吉直樹 82分 · 永嶺貴彦 88分 |

| 平塚競技場 観客数: 300 主審: 飯田淳平 |

### Eブロック
| 順位 | 大学         | 勝点 | 勝 | 分 | 負 | 得点 | 失点 | 差  |
| ---- | ------------ | ---- | -- | -- | -- | ---- | ---- | --- |
| 1    | 東京学芸大学 | 6    | 2  | 0  | 1  | 8    | 2    | 6   |
| 2    | 駒澤大学     | 6    | 2  | 0  | 1  | 9    | 4    | 5   |
| 3    | 静岡産業大学 | 4    | 1  | 1  | 1  | 3    | 3    | 0   |
| 4    | 新潟経営大学 | 1    | 0  | 1  | 2  | 1    | 12   | -11 |

| 2007年12月19日 |

| 駒澤大学      | 1 - 3 | 東京学芸大学                                  |
| 榊原浩朗 89分 |       | 桂木啓斗 53分 · 鈴木崇文 70分 · 栗原康彦 75分 |

| ゆめりあ 観客数: 300 主審: 唐紙学志 |

| 2007年12月19日 |

| 静岡産業大学  | 1 - 1 | 新潟経営大学  |
| 木戸吾郎 77分 |       | 大澤光幸 87分 |

| ゆめりあ 観客数: 400 主審: 越智新次 |

| 2007年12月21日 |

| 駒澤大学                                                                | 6 - 0 | 新潟経営大学 |
| 八角剛史 20分 · 田谷高浩 46分, 57分, 87分 · 伊藤龍 66分 · 山崎健太 79分 |       |              |

| ゆめりあ 観客数: 100 主審: 田尻智計 |

| 2007年12月21日 |

| 静岡産業大学   | 1 - 0 | 東京学芸大学 |
| 井畑翔太郎 3分 |       |              |

| ゆめりあ 観客数: 300 主審: 吉田哲朗 |

| 2007年12月23日 |

| 東京学芸大学                                              | 5 - 0 | 新潟経営大学 |
| 征矢貴浩 30分, 70分 · 鈴木崇文 53分, 57分 · 坂本史生 89分 |       |              |

| ゆめりあ 観客数: 200 主審: 野田祐樹 |

| 2007年12月23日 |

| 静岡産業大学  | 1 - 2 | 駒澤大学                      |
| 秋葉信秀 89分 |       | 中山友規 43分 · 高崎寛之 75分 |

| ゆめりあ 観客数: 800 主審: 河合英治 |

### Fブロック
| 順位 | 大学     | 勝点 | 勝 | 分 | 負 | 得点 | 失点 | 差 |
| ---- | -------- | ---- | -- | -- | -- | ---- | ---- | -- |
| 1    | 高知大学 | 5    | 1  | 2  | 0  | 5    | 3    | 2  |
| 2    | 関西大学 | 4    | 1  | 1  | 1  | 5    | 3    | 2  |
| 3    | 福岡大学 | 4    | 1  | 1  | 1  | 2    | 3    | -1 |
| 4    | 中央大学 | 2    | 0  | 2  | 1  | 4    | 7    | -3 |

| 2007年12月19日 |

| 関西大学                                                    | 4 - 1 | 中央大学      |
| 金園英学 39分 · 前川亮 46分 · 藤澤典隆 76分 · 佐藤悠希 89分 |       | 柴田公章 67分 |

| 鶴見緑地球技場 観客数: 350 主審: 今村義朗 |

| 2007年12月19日 |

| 福岡大学 | 0 - 2 | 高知大学              |
|          |       | 出井正太郎 17分, 65分 |

| 鶴見緑地球技場 観客数: 150 主審: 吉田哲朗 |

| 2007年12月21日 |

| 関西大学 | 0 - 0 | 高知大学 |
|          |       |          |

| 鶴見緑地球技場 観客数: 250 主審: 岡宏道 |

| 2007年12月21日 |

| 福岡大学 | 0 - 0 | 中央大学 |
|          |       |          |

| 鶴見緑地球技場 観客数: 200 主審: 大西弘幸 |

| 2007年12月23日 |

| 中央大学                          | 3 - 3 | 高知大学                                    |
| 比嘉隼人 5分, 9分 · 大瀧義史 30分 |       | 竹林智哉 45分 · 坂口遥 82分 · 石川雄太 89分 |

| 鶴見緑地球技場 観客数: 300 主審: 中野卓 |

| 2007年12月23日 |

| 福岡大学                        | 2 - 1 | 関西大学      |
| 伊古田健夫 26分 · 森山大地 51分 |       | 佐藤悠希 88分 |

| 鶴見緑地球技場 観客数: 300 主審: 井上知大 |

### 準々決勝
| 2008年1月7日 |

| 中京大学                      | 2 - 0 | 桃山学院大学 |
| 高橋昌大 40分 · 平山照晃 51分 |       |              |

| 平塚競技場 観客数: 150 主審: 飯田淳平 |

| 2008年1月7日 |

| 東京学芸大学 | 1 - 2 | 法政大学                        |
| 征矢貴裕 8分 |       | 土岐田洸平 46分 · 本田拓也 80分 |

| 平塚競技場 観客数: 270 主審: 勝又光司 |

| 2008年1月7日 |

| 早稲田大学                          | 3 - 0 | 高知大学 |
| 渡邉千真 12分, 79分 · 兵藤慎剛 37分 |       |          |

| 江戸川区陸上競技場 観客数: 400 主審: 牧野明久 |

| 2008年1月7日 |

| 駒澤大学                      | 2 - 1 | 流通経済大学  |
| 那倉夢人 18分 · 八角剛史 53分 |       | 宮崎智彦 75分 |

| 江戸川区陸上競技場 観客数: 800 主審: 北村央春 |

### 準決勝
| 2008年1月10日 |

| 中京大学      | 1 - 4 | 法政大学                                            |
| 高橋昌大 17分 |       | 山本孝平 19分, 47分 · 富井英司 36分 · 菊岡拓朗 89分 |

| 駒沢競技場 観客数: 500 主審: 佐藤隆治 |

| 2008年1月10日 |

| 早稲田大学                  | 2 - 1 | 駒澤大学      |
| 鈴木修人 11分 · 首藤豪 71分 |       | 中山友規 73分 |

| 駒沢競技場 観客数: 800 主審: 鍋島将起 |

### 決勝
| 2008年1月13日 |

| 法政大学 | 0 - 2 | 早稲田大学                  |
|          |       | 兵藤慎剛 50分 · 藤森渉 56分 |

| 国立競技場 観客数: 7,218 主審: 東城穣 |

## 最終結果
| 第56回全日本大学サッカー選手権大会 優勝チーム |
| --------------------------------------------- |
| 早稲田大学 13年ぶり11回目                     |

### 表彰

#### 最優秀選手賞
- 兵藤慎剛（早稲田大学）

#### 優秀選手賞
- ベストGK: 伊藤拓真（早稲田大学）
- ベストDF: 金守貴紀（早稲田大学）
- ベストMF: 松本怜（早稲田大学）
- ベストFW: 市川雅彦（法政大学）

#### フェアプレー賞
- 該当チームなし

## 主な出場選手
- 林彰洋（流通経済大学）
- 清水慶記（流通経済大学）
- 飯田真輝（流通経済大学）
- 武井択也（流通経済大学）
- 池田圭（流通経済大学）
- 奥山泰裕（東北学院大学）
- 関憲太郎（明治大学）
- 石井秀典（明治大学）
- 藤田優人（明治大学）
- 林陵平（明治大学）
- 兵藤慎剛（早稲田大学）
- 鈴木修人（早稲田大学）
- 横山知伸（早稲田大学）
- 塗師亮（早稲田大学）
- 島村毅（早稲田大学）
- 渡邉千真（早稲田大学）
- 市川雅彦（法政大学）
- 土岐田洸平（法政大学）
- 本田拓也（法政大学）
- 菊岡拓朗（法政大学）
- 吉田正樹（法政大学）
- 山本孝平（法政大学）
- 富井英司（法政大学）
- 高崎寛之（駒澤大学）
- 菊地光将（駒澤大学）
- 八角剛史（駒澤大学）
- 小林竜樹（駒澤大学）
- 辻尾真二（中央大学）
- 小池悠貴（中央大学）
- 東口順昭（新潟経営大学）
- 秋葉信秀（静岡産業大学）
- 井畑翔太郎（静岡産業大学）
- 那須川将大（中京大学）
- 高橋昌大（中京大学）
- 馬場悠（大阪学院大学）
- 菅和範（高知大学）
- 西田信孝（福岡大学）
- 冨成慎司（福岡大学）
- 朴俊慶（九州産業大学）